# Canton de Mingin
Le canton de Mingin est un canton du district de Kale dans région de Sagaing en Birmanie. La principale ville et siège administratif est Mingin.

## Frontières
Le canton de Mingin est délimité par :
- Canton de Kalewa, au Nord ;
- Canton de Kyunhla et canton de Taze du district de Shwebo, au Nord-Est,
- Canton de Ye-U du district de Shwebo, à l'Est ;
- Canton de Kani du district de Monywa, au sud-est et au Sud ;
- Canton de Gangaw du district de Gangaw dans la région de Magway, au Sud-Ouest ;
- Kale, à l'Ouest.

## Villes et villages
Anauktaw, Auk Satha, Ayadaw, Chauknet Zayat, Chaungwa, Gonnyin, Gwedaukkaing, Hka-u-in, Hpayonga, Htonban, Htonwaing, Inbinhla, Ingongyi, Kabyit, Kawmat, Kin-u, Konyin, Konywa, Kyabin, Kyykwa-o, Kyawwa Kyidaung, Kyundaw, Kyunywa, Kywe, Kywegya, Laungbyit, Laungde, Launggyin, Linlu, Mahu, Maukkadaw, Meme, Mingin, Mogaung, Moktha, Mondin, Myaukchun, Myaungzin, Myengan, Myogon, myomes, Natbuzut, Ngananda, Nyaunggaing, Nyaunggon, Ongwe Zayat, Onhnebok, Pangauk, Panset , Pathé, Pathwa, Patolon, Paukaing, Peikchindaw, Petkat, Pindin, Pwetnyet, Pya, Pyathon, Pyindaw, Pyingaing, Samyin, Seiktha, Shandaw, Shawdaw, Sheywa, Sitlingyaung, Tamaung, Tatchaung, Taungbyu, Tawma, Tegyi, Tegyigan, Thanbauk, Thazi, Thebokkya, Theingon, Thinbaw, Thindaw, Thinwin, Thitkaungdi, Tidalok, Tinbet, Tinwagyaung, Ton, Tongyi, Uywa, Winwa, Yondaung, Ywaba, Zalokma, Zanabok, Zingale, Ywataw.